# ایندتو اینشوشینک سوم
ایندَتو اینشوشینَک سوم (به انگلیسی: Inda[ttu]-Inshushi[nak]) یا ایندَتو یا ایدَدو (به انگلیسی: Idaddu, I-da-du) یکی از شاهان ایرانی در دورهٔ ایلام از خاندان سیماشکی بود.
در فهرست رسمی شاهان سیماشکی، وی دهمین شاه است و نهمین شاه یعنی جانشین تن روهورتیر یکم، اپرتی دوم بوده‌است. اکنون می‌دانیم که اپرتی دوم شاه انشان و نخستین شاه خاندان بعدی نیز بوده‌است و نخستین شاهی است که بر خود لقب «شاه انشان و شوش» نهاد. به این ترتیب باید فرض کرد که انتقال رهبری اتحادیه ایلام از شاهان سیماشکی به شاهان انشان یعنی خاندان اپرتی به صورت تدریجی بوده و آخرین شاهان سیماشکی همزمان با نخستین شاهان خاندان اپرتی حکومت کرده بوده‌اند.
ایندَتو اینشوشینَک سوم در زمان پدرش حاکم شوش بود. وی دست کم سه سال شاه ایلام بود و ظاهراً پیروزی‌های زیادی به دست آورده بود. ولی احتمالاً در پایانِ زمانِ شاهیِ او بود که گونگونوم شاه لارسا همراه با متحدش آنوم موتبل شاه دِر، در سال‌های ۱۹۳۰ و ۱۹۲۸پ. م به ایلام لشکرکشی کرد و در ۱۹۲۸پ. م شوش و سیماشکی و انشان سقوط کرد. به این ترتیب احتمالاً رهبری اتحادیه ایلام به شاهان انشان منتقل شد.

## کتابشناسی
- قشقائی، حمیدرضا، گاهنمای ایلامیان، تهران، اوگان، ۱۳۹۰.
- کامرون، جرج، ایران در سپیده دم تاریخ، ترجمهٔ حسن انوشه، تهران، علمی و فرهنگی، ۱۳۷۲.
- مجیدزاده، یوسف، تاریخ و تمدن ایلام، تهران، مرکز نشر دانشگاهی، ۱۳۷۰.
- هینتس، والتر، دنیای گمشدهٔ ایلام، ترجمهٔ فیروز فیروزنیا، تهران، علمی و فرهنگی، ۱۳۷۱.
- Potts, D. T. , The Archaeology of Elam, Cambridge University Press, 1999.
- The Cambridge Ancient History (CAH) vol. 1 part 2.
- Vallat , François. Elam: The History of Elam. Encyclopaedia Iranica , vol. VIII pp. 301-313. London/New York , 1998.